# Морген, Георг Конрад
Гео́рг Ко́нрад Мо́рген (нем. Georg Konrad Morgen; 8 июня 1909, Франкфурт-на-Майне — 4 февраля 1982, Франкфурт-на-Майне) — известный германский юрист, оберштурмбаннфюрер и судья СС.

## Биография
Родился в семье машиниста паровоза. Вырос во Франкфурте-на-Майне, учился там в высшем реальном училище. После его окончания работал в банке. Затем изучал право в Франкфуртском университете и Академии международного права, Риме, Берлине и Киле. Во время учёбы вступил в университетскую группу Немецкой народной партии.
Только в апреле 1933 вступил НСДАП и в СС. Этот поздний переход он объяснял чувством такта, которое не позволило ему сделать это сразу после выхода из Немецкой народной партии. 1 апреля 1939 Конрад Морген получил свою первую судейскую должность в земельном суде Штеттина. После спора, в результате которого председатель осудил его поведение в одном из судебных дел, он был уволен с юридической службы.
После начала войны служил в Ваффен-СС, до 1940 года был судьёй Главного управления суда СС в Мюнхене. С 1 января 1941 служил в судах СС и полиции в Кракове. В 1942 году Гиммлер понизил Моргена в чине с обер-лейтенанта до ефрейтора и он был отправлен на Восточный фронт. Морген будто бы оправдал обвиненного в осквернении расы; сам же Морген видел причину своего увольнения в расследовании им случаев коррупции, поскольку многие высшие чины СС чувствовали исходящую от него угрозу. Одним из лиц, способствовавших отправке Моргена на Восточный фронт, был Фридрих Вильгельм Крюгер, которому не нравилась манера работы Моргена: тот не пытался снимать уголовную ответственность со старших функционеров СС.
В мае 1943 Морген был направлен лично Гиммлером в Имперскую службу уголовной полиции Берлина, где ему было поручено расследование случаев коррупции в концентрационных лагерях. По этой причине Морген вступил в контакт с Кристианом Виртом; он был посвящён непосредственно в политику уничтожения государства СС и в силу этого стал, по словам самого Моргена, «специалистом по преступлениям в концлагерях». При этом под «преступлениями в концлагерях» он понимал преимущественно хозяйственные преступления относительно конфискованной собственности заключённых концлагерей, а не узаконенные преступления против человечности; однако он расследовал также отдельные убийства, совершённые самовольно. Осенью 1944 года Морген стал главой эсэсовского суда в Кракове. Таким образом, в его компетенции оказался концлагерь Освенцим. Последний год войны он провёл в должности эсэсовского судьи в Бреслау.

## Деятельность Моргена как эсэсовского судьи
По словам самого Моргена, Гиммлер уполномочил его продолжить начатое им расследование в концентрационном лагере Бухенвальд. Это привело к предъявлению коменданту лагеря Карлу Коху, его жене Ильзе и таким соучастникам, как Мартин Зоммер, обвинений в коррупции, убийстве и телесном повреждении со смертельным исходом. За убийство Карл Кох был приговорён к смерти дважды, и незадолго до конца войны его казнили. Другого соучастника Вальдемара Ховена, Конрад Морген приговорил к смерти. Однако приговор не был приведён в исполнение.
В другом случае охранник лагеря уничтожения Освенцим-Биркенау отправил с фельдъегерской почтой посылку своей жене. В посылке находилось более килограмма не переплавленных золотых зубов. Золото было задержано германской таможней. В ходе проведённого по этому поводу следствия Конрад Морген ознакомился с лагерем Освенцим-Биркенау и смог получить представление о работе машины по массовому уничтожению людей. При этом он пришёл к выводу, что лагерный персонал целенаправленно обогащался за счёт присвоения имущества убитых.
После (и в результате этого открытия) Морген продолжил расследования других преступлений в концентрационных лагерях, в том числе в концлагерях Дахау, Флоссенбюрг и Люблин. По его представлениям было возбуждено в общей сложности 800 уголовных дел, 200 из которых были завершены.
Расследования Моргена становились всё более обширными, и когда он начал расследование против коменданта концлагеря Освенцим, его деятельность, согласно приказу Гиммлера в апреле 1944 года, была ограничена делом Коха, а другие расследования остановлены.
Тем не менее, ему удалось выдвинуть обвинения против ряда известных комендантов концлагерей, а в отдельных случаях вынести им приговоры. В их числе были:
- Герман Флорштедт, комендант Люблина — за коррупцию приговорён к смерти; расстрелян;
- Ганс Лориц, комендант Заксенхаузена, возбуждено дело по подозрению в совершении несанкционированных убийств;
- Адам Грюневальд, комендант Герцогенбуша, был осуждён за жестокое обращение с заключёнными и в порядке наказания переведён в другое место службы;
- Карл Кюнстлер, комендант Флоссенбюрга, отстранён от должности за пьянство и ведение расточительного образа жизни;
- Александер Пиорковски, комендант Дахау, обвинён в убийстве, но не осуждён.
- Амон Гёт, комендант Плашова, обвинён в расхищении еврейской собственности, не судим по причине приближающегося поражения в войне.

## После окончания Второй мировой войны
Конрад Морген был задержан американским Корпусом контрразведки и помещён в Дахау. На Нюрнбергском процессе он допрашивался в качестве свидетеля защиты, представлявшей обвинявшуюся организацию СС. На вопрос, может ли считаться СС преступной организацией, он ответил, что приказ о строительстве лагерей уничтожения Собибор, Треблинка и Белжец исходил не от Гиммлера, а от самого Гитлера. В августе 1947 был свидетелем защиты на процессе ВФХА СС (США против Освальда Поля и др.).
В 1948 году комиссия по денацификации лагеря для интернированных Людвигсбург отнесла Конрада Моргена к категории лиц, с которых обвинение снято. Он не обвинялся в вынесении заведомо неправосудных решений или в причастности к юридическим репрессиям, но боролся с высшими чинами СС и тем самым оказывал содействие Сопротивлению.
Затем Конрад Морген работал адвокатом во Франкфурте-на-Майне до 1979 года.

## Награды
- Крест Военных заслуг 2-го класса с мечами[3]